# Regras de estrutura frasal
Regras de estrutura frasal são maneiras de descrever uma dada linguagem sintaxe e estão intimamente associadas com os estágios iniciais da gramática transformacional. Eles são usados para quebrar sentenças de linguagem natural em suas “partes constituintes”  (também conhecida como categorias sintáticas) , isto é  categorias frasais e categorias lexicais (também conhecido como classe gramatical). Uma gramática que usa regras de estrutura frasais é um tipo de estrutura gramatical de frase – exceto em ciência da computação, que é apenas conhecido como gramática, geralmentelivre de contexto. Regras de estrutura frasal como são comumente empregadas operam de acordo com a relação constituinte e a gramática que emprega regras de estrutura frasal é portanto, um “gramática constituinte”  e como tal, está  em contraste com a gramática de dependência, que são baseadas em uma relação de dependência.

## Definição
Regras de estruturas frasais são geralmente do seguinte formato:
{\displaystyle A\to B\quad C}
Significando que constituinte {\displaystyle A} é separado em dois subconstituintes  {\displaystyle B} e {\displaystyle C}. Alguns outros exemplos de Inglês  a seguir:
{\displaystyle S\to NP\quad VP}
{\displaystyle NP\to Det\quad N1}
{\displaystyle N1\to (AP)\quad N1\quad (PP)}
Na primeira regra temos: S (frase) consiste em uma NP (frase nominal) seguido de um  VP ( oração ). A segunda regra temos: Uma frase nominal que consiste em um Det (determinante) seguido de um N (nome). Algumas outras categorias : AP (oração adjetiva), AdvP (oração adverbial), PP (locução prepositiva), etc. Aplicando as regras de estruturas frasais de forma neutra, é possível gerar várias frases, no caso  em Inglês. Mas também é possível que as regras gerem frases sintaticamente corretas, mas semanticamente sem sentido. O exemplo a seguir demonstra  isso:
Colorless green ideas sleep furiously
Essa frase foi construída por Noam Chomsky como uma demonstração que regras de estruturas frasais são capazes de gerar sentenças sintaticamente corretas, porém semanticamente incorreta. Regras de estruturas frasais quebram a sentença em suas partes constituintes. Essas partes constituintes são geralmente representadas  como estruturas de árvore. A árvore para a famosa sentença de Chomsky pode ser processada da seguinte maneira:
Um constituinte é qualquer palavra ou combinação de palavras que é dominado por um único nó. Assim, cada palavra é uma constituinte. Além disso, o sujeito NP Colorless green ideas, e a menor  NP green ideas, e o VP sleep furiously são constituintes. Regras de estruturas frasais e estruturas de árvore que estão associadas com eles são uma forma de Análise de constituintes imediatos.

## Top down
Um importante aspecto das estrutura de regras frasais é que eles veem estrutura de sentenças de cima para baixo. A categoria no lado esquerdo da seta é a maior constituinte  e os constituintes imediatos que estão no lado direito são constituintes menores. Constituintes são quebrados sucessivamente em suas partes a medida que se segue a lista de regras para uma dada sentença. Essa abordagem de cima para baixo que contraria muitos trabalhos feitos na sintaxe teórica moderna. Na Minimalista por exemplo, a estrutura da sentença é gerada de baixo pra cima. O processo de junção  junta  pequenos constituintes e cria constituintes maiores até alcançar o maior, ou seja, a sentença. A sintaxe teórica abandonou as regras de estruturas frasais há muito tempo, embora a sua importância para Linguística computacional permaneceu intacta.

## Abordagens  alternativas

### Constituinte  vs. dependência
Regras de estruturas frasais como são comumente empregadas resultam em uma visão de estrutura frasal que é “baseada em constituentes”. Assim como as gramáticas que empregas essas regras são  gramática constituintes (=estrutura de frase gramatical), em oposição a gramática de dependências , que vista a estrutura de sentenças como baseada em dependência. O que significa que para que as regras de estruturas frasais possam ser aplicadas, um tem que buscar um entendimento baseado em constituinte em relação a estrutura da frase. A relação de constituinte é de um para um ou mais correspondentes. Para cada palavra em uma sentença, tem-se pelo menos um nó na estrutura sintática que corresponde àquela palavra. Ao contrário da relação de dependência que a relação é de um para um; para cada palavra da sentença, tem-se exatamente um nó na estrutura sintática que corresponde àquela palavra. A diferença é ilustrada nas árvores abaixo:
A árvore de constituintes na esquerda pode ser gerada por regras de estruturas frasais. A sentença S é quebrada em cada vez mais em partes menores de constituintes. Já a árvore de dependência no lado direito não poderia ser gerada a partir das regras de estruturas frasais (pelo menos não como elas são comumente interpretadas).

### Gramáticas de representação
Um número de teorias de representação de estrutura de frases de gramática nunca reconheceu regras de estruturas frasais, mas tem buscado compreender estrutura de sentenças em termo de noção de esquema. Aqui estruturas de frases não são derivadas de regras que combinam palavras, mas a partir da especificação ou instanciação de esquemas sintáticos ou configurações, geralmente expressando algum tipo de conteúdo semântico independente  das palavras específicas que aparecem nelas. Esta abordagem é essencialmente equivalente ao sistema de regras de estruturas frasais junto com a não teoria de composicionalidade semântica ,já que formalismos gramaticais baseados em reescrita são geralmente equivalente em poder para aqueles baseados em substituição em esquemas.
Então neste tipo de abordagem,  em vez de ser derivado de aplicações de uma série de regras de estruturas frasais, a sentença Colorless green ideas sleep furiously seria gerado completando as palavras em fendas de um esquema, tendo a seguinte estrutura:
[NP[ADJ N] VP[V] AP[[ADV]]
O que poderia ser expresso com o seguinte conteúdo conceitual:
X FAZ Y NA MANEIRA DE Z
Embora sejam não composicionais, tais modelos são monotônicos. Essa abordagem é bem desenvolvida dentro da Gramática de construção e tem tido influência na Gramática de sintagmática nuclear e Gramática funcional léxica, os dois últimos são claramente qualificados como estrutura de frase gramaticais.